# Сианьский интернациональный университет
Сианьский интернациональный университет (инициалы: XAIU ; английском: Xi’an International University ; китайском: 西安外事学院 ; пиньинь: xī'ān wàishì xuéyuàn) был основан в 1992 году. Это международный, прикладной, всеобъемлющий и частный некоммерческий общеобразовательный университет. Университет расположен в районе Гаосинь города Сиань, Шэньси, Китай.
Университет имеет 8 средних институтов и предлагает 42 специальности бакалавриата и 27 специальностей высшего профессионального образования, охватывающих восемь дисциплин: экономика, менеджмент, литература, медицина, инженерия, искусство, сельское хозяйство и образование.
Университет занимает площадь 1,264 млн. кв.м. и площадь застройки 660.000 кв.м.. Здесь обучается более 20.000 студентов и работают 1.700 преподавателей. 

## Международное образование
В качестве первого частнопредпринимательского университета в провинции Шэньси, который был одобрен для проведения образования международного сотрудничества и международного обучения обучения иностранных студентов, университет установил сотрудничество и обмены различных форм с более чем 100 известными университетами в Великобритании, Канаде, Венгрии, Южной Корее, Японии, Хорватии и других странах, открыл проекты о международном  сотрудничестве.

## Академические исследования
За последние три года число научно-исследовательских проектов, предпринятых на уровне провинций и выше и опубликованных в журналах SCI, SSCI, EI и в других престижных журналах, входит в число лучших университетов. Количество выданных патентов занимает 15-е место в провинции Шэньси. 
Исследовательский центр частного образования университета был удостоен ряда национальных, провинциальных и муниципальных почетных званий и наград “Передовой коллектив национальной системы образования” министерства образования, в том числе 4 раза удостоен звания “Национального превосходного научно-исследовательского института”.
В университете также: 
- осуществил более 70 проектов на национальном, провинциальном и министерском уровнях
- подготовил более 40 предложений, отчетов об исследованиях и консультациях правительств провинций и муниципалитетов
- опубликовал 20 книг, таких как “Мышление и практика гражданского образования в Китае” [7]
- провел 9 международных конференций и национальных научных конференций

## Социальный престиж
- В 2008 и 2013 годах Сианьский интернациональный университет дважды был удостоен почетного звания “Продвинутый коллектив по трудоустройству выпускников в провинции Шэньси”.
- В 2009 году в качестве единственного представителя китайской модели развития высшего образования XAIU был выбран в качестве бизнес-кейсов гарвардского формата. [8]
- В 2013 году университет получил награду “Мысль управления креативностью Китая” от агентства новостей Синьхуа. [9]
- В 2015 году Сианьский интернациональный университет занял первое место в рейтинге китайских частных университетов на сайте “Ассоциация выпускников Китая” (CUAA). [10]
- В 2016 году министерство гражданских дел присвоило XAIU статус “Национальной передовой социальной организации”, которая была единственным вузом  всей провинции, удостоенной этой чести
- В 2016 году профессор Хуан Тэн удостоен почетного звания “Продвинутый индивид по реформе образования в области инноваций и предпринимательства”
- В 2017 году XAIU был оценен как “один из первых демонстрационных университетов по реформе образования в области инноваций и предпринимательства в провинции Шэньси” и стал единственным частным университетом, выбранным из 16 университетов
- В 2018 году Департамент образования провинции Шэньси назвал Сианьский интернациональный университет одним из трех “первоклассных университетов” в провинции Шэньси [11]